# Partido Verde da Nova Zelândia
O Partido Verde da Nova Zelândia (em inglês: Green Party of Aotearoa New Zealand; em māori: Rōpū Kākāriki o Aotearoa) é um partido político de esquerda na Nova Zelândia. Como muitos partidos verdes em todo o mundo tem quatro pilares organizacionais: ecologia, responsabilidade social, democracia de base e não-violência. É o terceiro maior partido político da Nova Zelândia e é membro da Global Verde. 
A ideologia do partido combina ambientalismo com políticas econômicas social-democratas, incluindo serviços públicos bem financiados e controlados localmente dentro dos limites de uma economia em estado estacionário.
O Partido Verde traça suas origens ao Partido dos Valores, fundado em 1972 como o primeiro partido ambientalista de nível nacional do mundo. O atual Partido Verde foi formado em 1990. De 1991 a 1997, o partido participou da Aliança, um agrupamento de cinco partidos de esquerda. Ele ganhou representação no Parlamento na eleição de 1996.

Historicamente, o Partido Verde tinha dois colíderes, um homem e uma mulher. Em maio de 2022, os membros do Partido Verde votaram para mudar o modelo de coliderança, agora exigindo uma líder mulher e um líder de qualquer gênero, e esse líder deve ser Māori. Marama Davidson é a colíder feminina desde 2018. Chlöe Swarbrick se tornou colíder em março de 2024, sucedendo James Shaw, que havia sido eleito colíder masculino em 2015.

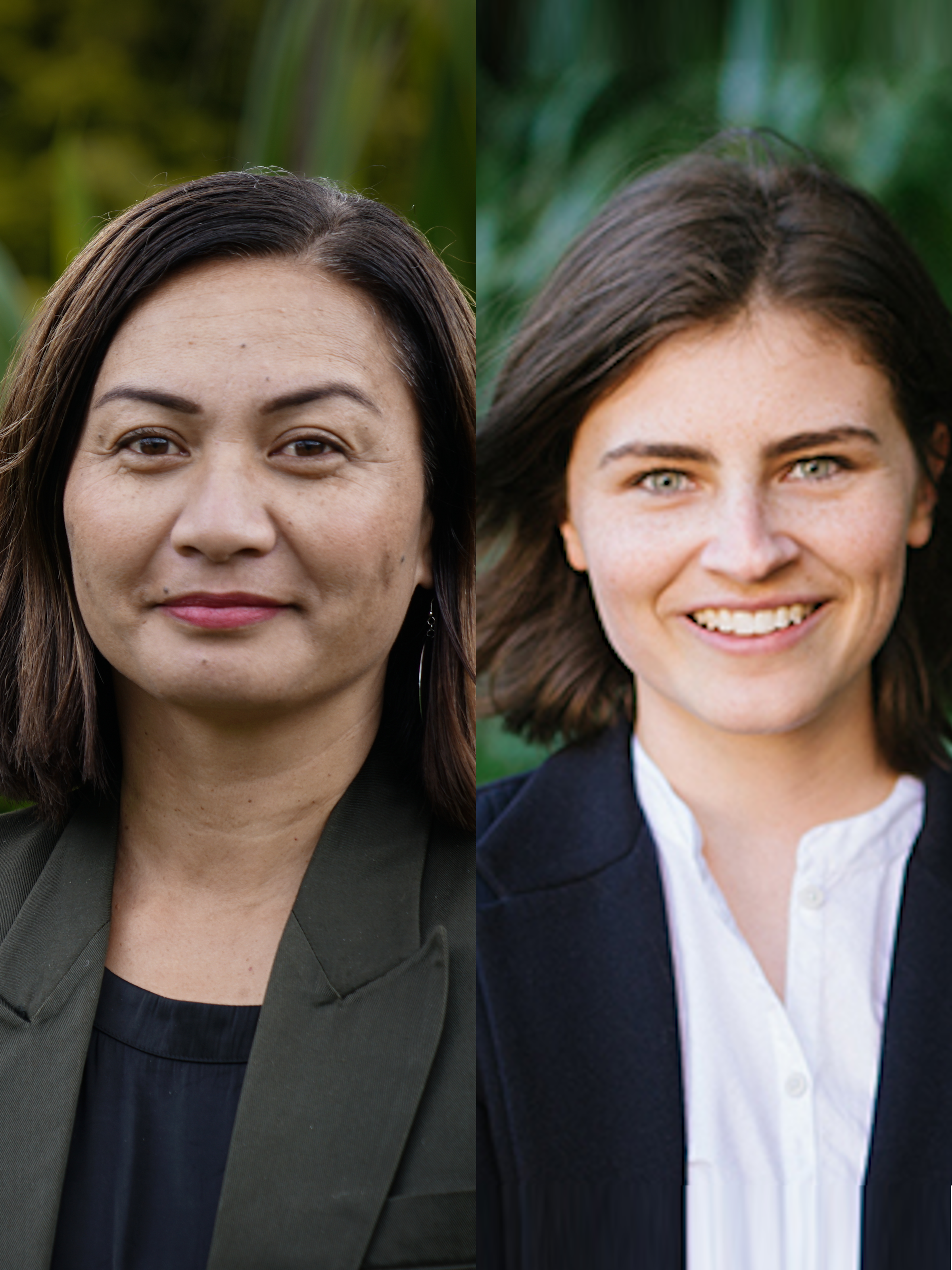
Marama Davidson and Chlöe Swarbrick, atuais colíderes do partido.

## Princípios e políticas
O Partido Verde foi fundado para combater o que ele vê como ameaças ao ambiente natural. As questões ambientais continuam sendo seu foco principal. Nos últimos tempos, ele expressou preocupações sobre a mineração de parques nacionais, água doce, pico do petróleo  e a liberação de organismos geneticamente modificados. O partido apoia fortemente os esforços para abordar as mudanças climáticas com base em evidências científicas, fazendo a transição da queima de combustíveis fósseis para a produção de energia renovável, bem como tornando a precificação do carbono mais transparente e trazendo o setor agrícola para o Esquema de Comércio de Emissões.
O Partido Verde se manifestou em apoio aos direitos humanos e contra operações militares conduzidas pelos Estados Unidos e outros países no Afeganistão e no Iraque. O partido também expressou simpatia pelos palestinos e criticou a Ocupação Israelense dos Territórios Palestinos.
O partido também é conhecido por sua defesa de inúmeras questões sociais, como a legalização da igualdade no casamento, o direito de buscar asilo e o aumento da cota de refugiados, além da igualdade de gênero.
O partido aceita Te Tiriti o Waitangi (a versão em língua Māori do Tratado de Waiting) como o documento fundador da Nova Zelândia e reconhece o povo Māori como tangata whenua.
Em suas políticas econômicas, o Partido Verde enfatiza fatores como sustentabilidade, taxação dos custos indiretos da poluição e comércio justo. Ele também afirma que medir o sucesso econômico deve se concentrar em medir o bem-estar em vez de analisar indicadores econômicos. O partido quer a eventual introdução de uma renda básica universal.
O partido já fez campanha anteriormente pela legalização da cannabis e "removendo penalidades para qualquer pessoa com doença terminal, condição crônica ou debilitante para cultivar, possuir ou usar cannabis e/ou produtos de cannabis para fins terapêuticos, com o apoio de um médico registrado". No mandato de 2017-2020 do Sexto Governo Trabalhista, a cannabis medicinal foi legalizada, mas a legalização do uso recreativo de cannabis foi rejeitada em um referendo de 2020.
Os Verdes dependem muito da demografia urbana bem-educada para sua base de eleitores. Os eleitores verdes têm várias prioridades, mas provavelmente têm uma alta consideração pelo meio ambiente e pelas questões ambientais. No entanto, pesquisas indicam que muito poucas pessoas que votam nos Verdes o fazem puramente por preocupações ambientais.

## Resultados eleitorais

### Eleições legislativas
| Data | CI.     | Votos   | %            | +/-     | Deputados | +/-     | Status            |
| ---- | ------- | ------- | ------------ | ------- | --------- | ------- | ----------------- |
| 1990 | 3.º     | 124 915 | 6,9 / 100,0  |         | 0 / 97    |         | Extra-parlamentar |
| 1993 | Aliança | Aliança | Aliança      | Aliança | Aliança   | Aliança | Aliança           |
| 1996 | Aliança | Aliança | Aliança      | Aliança | Aliança   | Aliança | Aliança           |
| 1999 | 5.º     | 106 560 | 5,2 / 100,0  |         | 7 / 120   |         | Apoio parlamentar |
| 2002 | 5.º     | 142 250 | 7,0 / 100,0  | 1,8     | 9 / 120   | 2       | Oposição          |
| 2005 | 4.º     | 120 521 | 5,3 / 100,0  | 1,7     | 6 / 121   | 3       | Apoio parlamentar |
| 2008 | 3.º     | 157 613 | 6,7 / 100,0  | 1,4     | 9 / 122   | 3       | Oposição          |
| 2011 | 3.º     | 247 372 | 11,1 / 100,0 | 4,4     | 14 / 121  | 5       | Oposição          |
| 2014 | 3.º     | 257 356 | 10,7 / 100,0 | 0,4     | 14 / 121  | Estável | Oposição          |
| 2017 | 4.º     | 162 443 | 6,3 / 100,0  | 4,4     | 8 / 120   | 6       | Apoio parlamentar |
| 2020 | 3.º     | 226,754 | 7,9 / 100,0  | 1,6     | 10 / 120  | 2       | Apoio parlamentar |
| 2023 | 3.º     | 330,883 | 11,6 / 100,0 | 3,7     | 15 / 123  | 5       | Oposição          |